# Hainau (Niemcy)
Hainau (do 31 stycznia 1971 Pissighofen) – miejscowość i gmina w Niemczech, w kraju związkowym Nadrenia-Palatynat, w powiecie Rhein-Lahn, wchodzi w skład gminy związkowej Nastätten. 